# 피카리아
피카리아(학명: Ficaria verna 피카리아 베르나[*])는 미나리아재비과의 여러해살이 초본식물이다. 원산지는 중앙아시아에서 유럽에 이르는 지역이다.

## 종내 분류군
- F. v. subsp. chrysocephala (P.D.Sell) Stace
- F. v. subsp. fertilis (A.R.Clapham ex Laegaard) Stace

## 사진

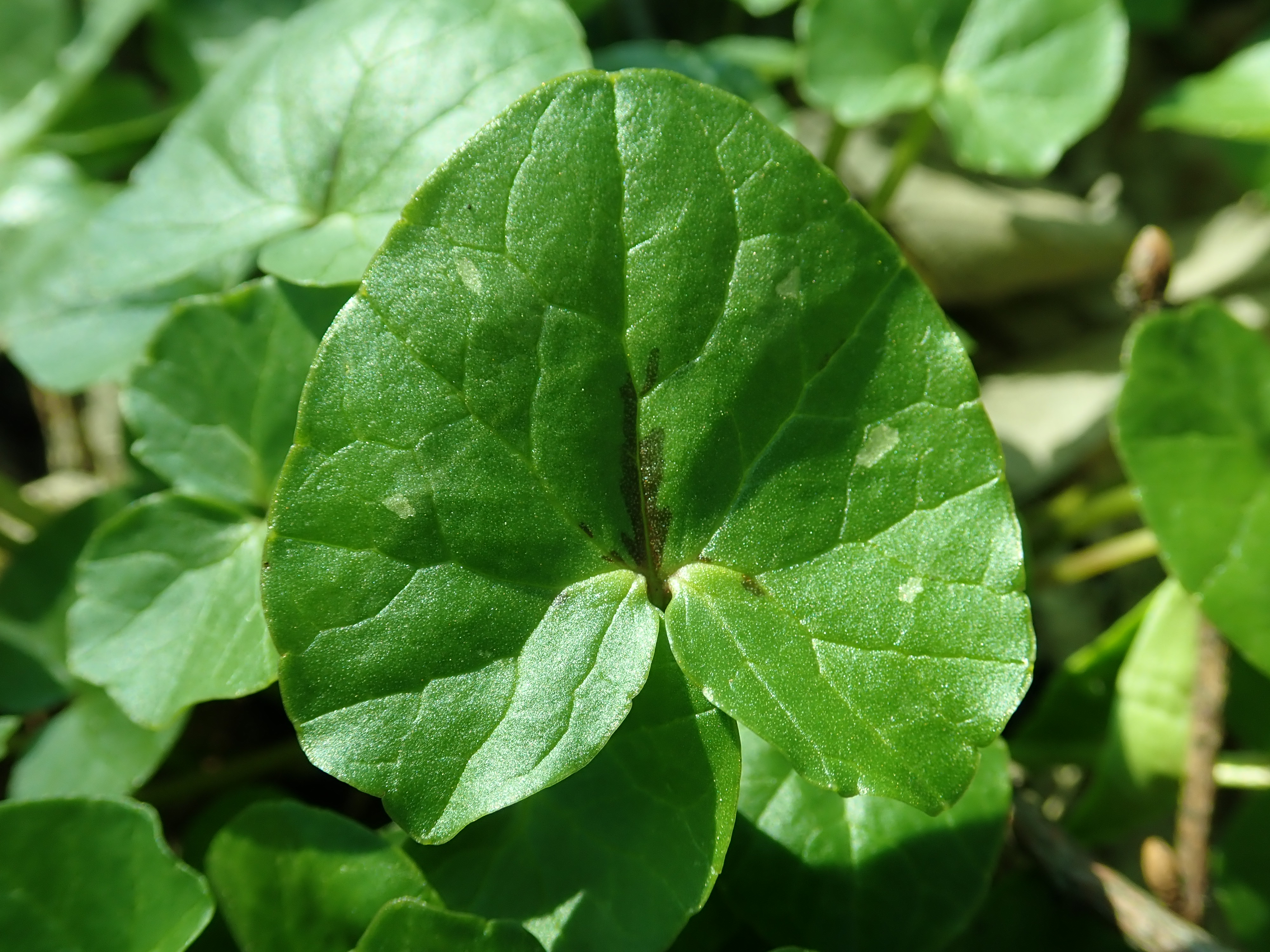
잎
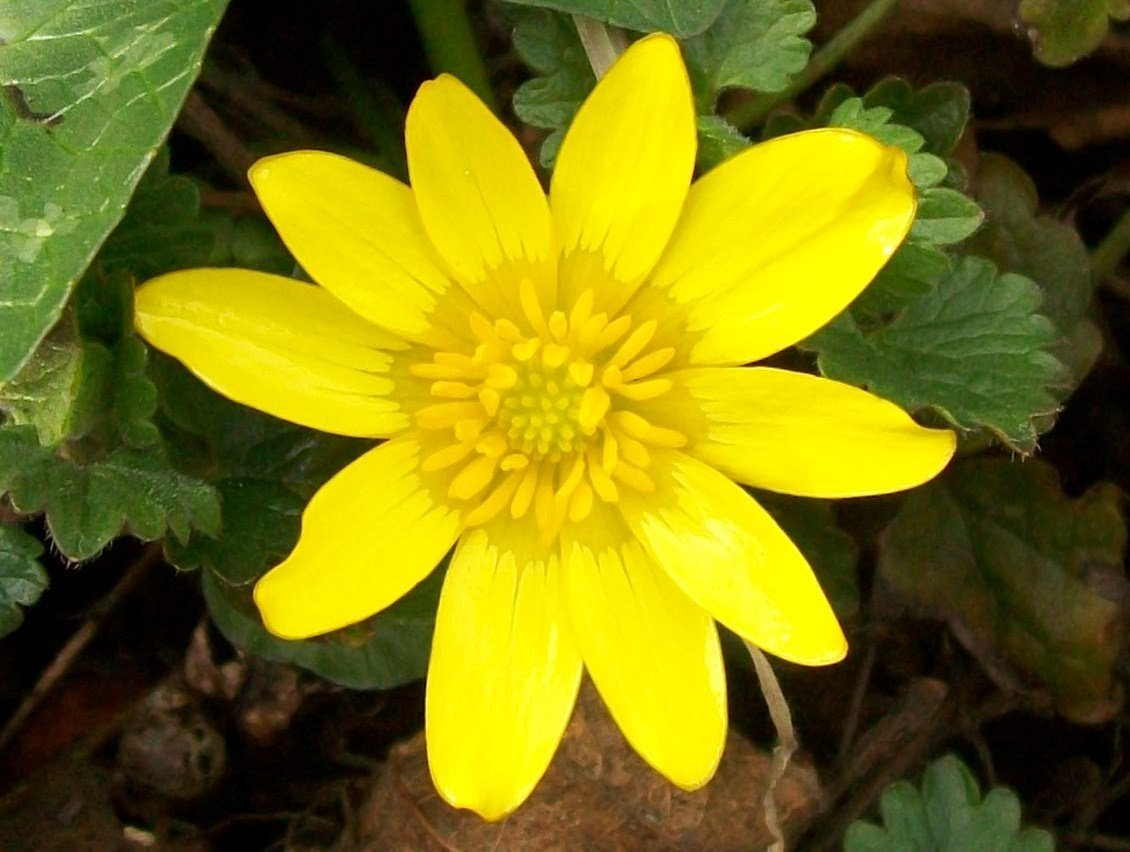
꽃
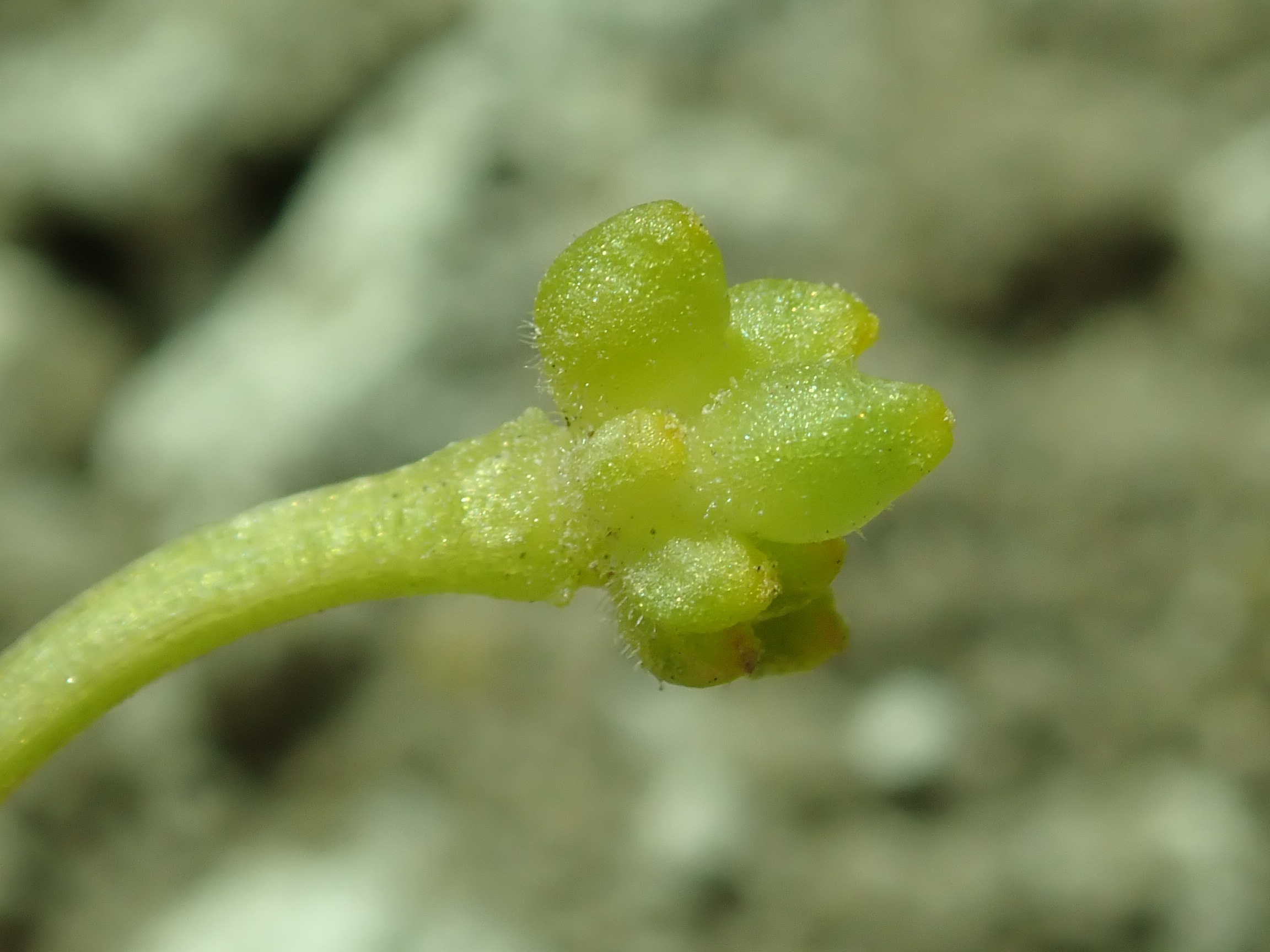
열매
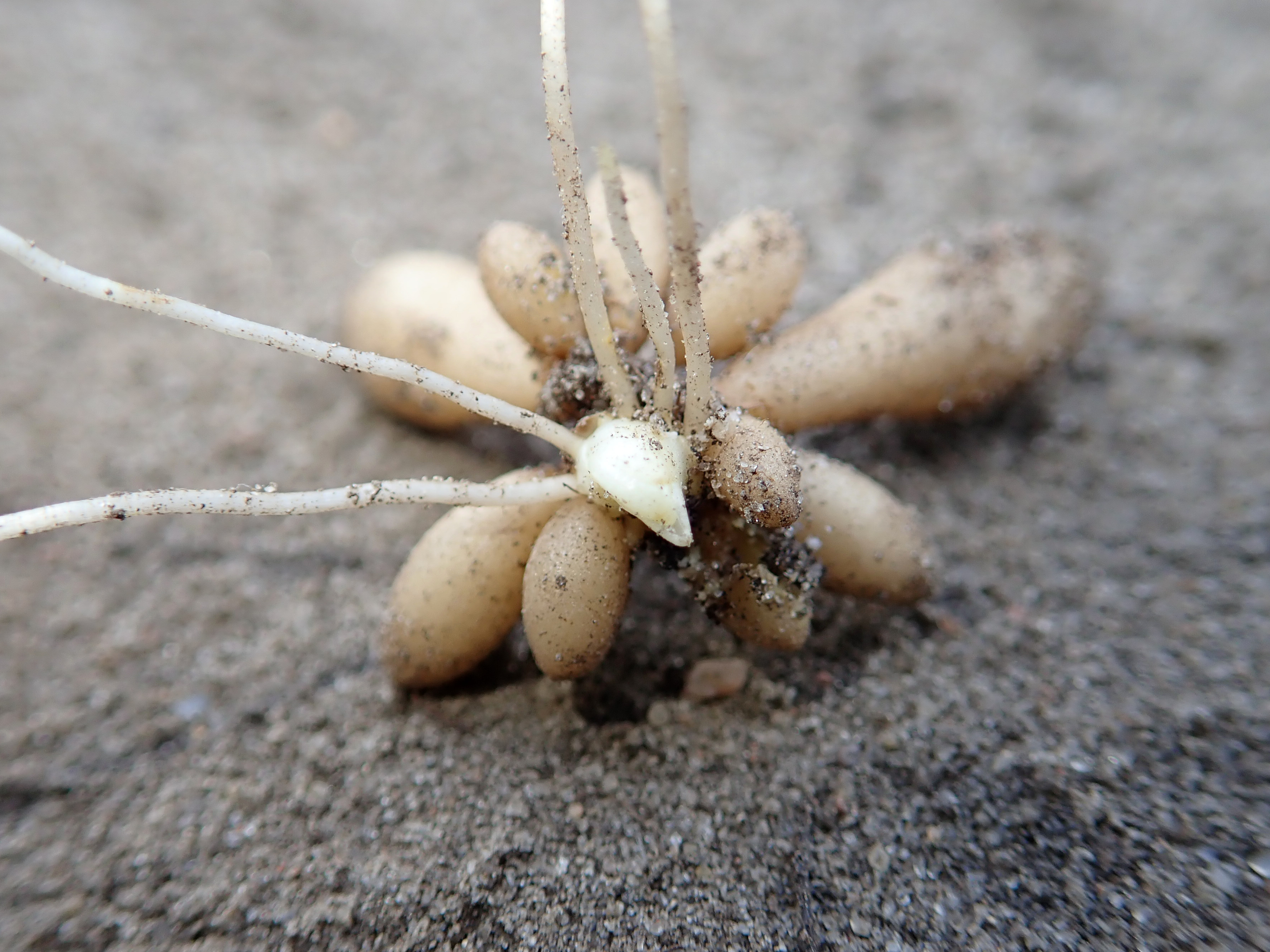
뿌리와 덩이줄기